# 高升街街道
高升街街道，是中华人民共和国四川省遂宁市船山区曾经下辖的一个街道。

## 行政区划
高升街街道下辖以下地区：
滨河路社区、文成街社区、德胜路社区、顺城街社区和米市街社区。